# Лавринович, Альберт Фомич
Альбе́рт Фоми́ч Лаврино́вич (2 марта 1918, Петроград — 18 апреля 2004, Санкт-Петербург) — советский тренер по боксу, преподаватель. Работал тренером в спортивных обществах «Наука» и «Трудовые резервы», тренер сборных команд Ленинграда и Латвийской ССР, преподаватель кафедры физического воспитания Ленинградского горного института. Подготовил ряд титулованных боксёров, в том числе чемпиона Европы Алоиза Туминьша. Заслуженный тренер СССР (1960). Участник Великой Отечественной войны.

## Биография
Альберт Лавринович родился 2 марта 1918 года в Петрограде. В молодости сам серьёзно занимался боксом, проходил подготовку под руководством тренера Александра Гордеевича Уманца, выступал в лёгкой весовой категории.
Окончил Ленинградский горный институт и остался работать здесь преподавателем на кафедре физического воспитания, в частности уже с 1933 года обучал своих студентов боксу. Одновременно с преподаванием в институте начиная с 1935 года осуществлял тренерскую деятельность в ленинградском добровольном спортивном обществе «Наука».
Участвовал в Великой Отечественной войне. Награждён медалью «За оборону Ленинграда».
После войны в 1946 году перешёл в добровольное спортивное общество «Трудовые резервы», вплоть до 1952 года продолжал преподавать в Ленинградском горном институте. Занимал должность старшего тренера центрального совета «Трудовых резервов». В период 1953—1964 годов проживал в Риге, тренировал боксёров латвийского республиканского совета «Трудовых резервов» и возглавлял сборную команду Латвийской ССР.
Вернувшись в Ленинград, в 1965—1971 годах являлся старшим тренером ленинградских «Трудовых резервов». Тренировал сборную команду Ленинграда, сборную СССР, государственный тренер Госкомспорта СССР по Ленинграду. Входил в исполком Федерации бокса Ленинграда. С 1975 года постоянно проживал и работал в Москве, после выхода на пенсию занимал различные административные должности в Московском городском физкультурно-спортивном объединении.
За долгие годы тренерской и преподавательской работы Лавринович подготовил ряд титулованных спортсменов, добившихся успеха на международном и всесоюзном уровнях. Один из самых известных его воспитанников — латышский боксёр Алоиз Туминьш, чемпион Европы, двукратный чемпион СССР. Также в разное время его учениками были чемпион СССР Имант Энкузис, чемпион Европы среди юниоров Владимир Миронюк, победитель Спартакиады народов СССР Гаджи Темирболатов, призёры чемпионатов СССР Вадим Пономарёв, Анатолий Панкратов, Владислав Фесюк, победители молодёжных всесоюзных первенств Сергей Лапин и Андрей Долгов. За выдающиеся достижения на тренерском поприще в 1960 году Альберту Лавриновичу было присвоено почётное звание «Заслуженный тренер СССР».
Умер 18 апреля 2004 года в возрасте 86 лет. Похоронен на Красненьком кладбище в Санкт-Петербурге.